# Ernest Vallé
Ernest Vallé, né à Avize (Marne) le 19 septembre 1845 et décédé à Paris le 24 janvier 1920, est un avocat et un homme politique français, ancien député, sénateur et garde des Sceaux dans le gouvernement Émile Combes.

## Biographie
Ernest Vallé est né à Avize (Marne). Fils de François-Valentin (+1891 à Epernay°) et de Clémence Vellut.
Avocat à la Cour d'appel de Paris, inscrit en 1867, il est en 1892 rapporteur général de la commission d'enquête parlementaire sur les affaires de Panama.

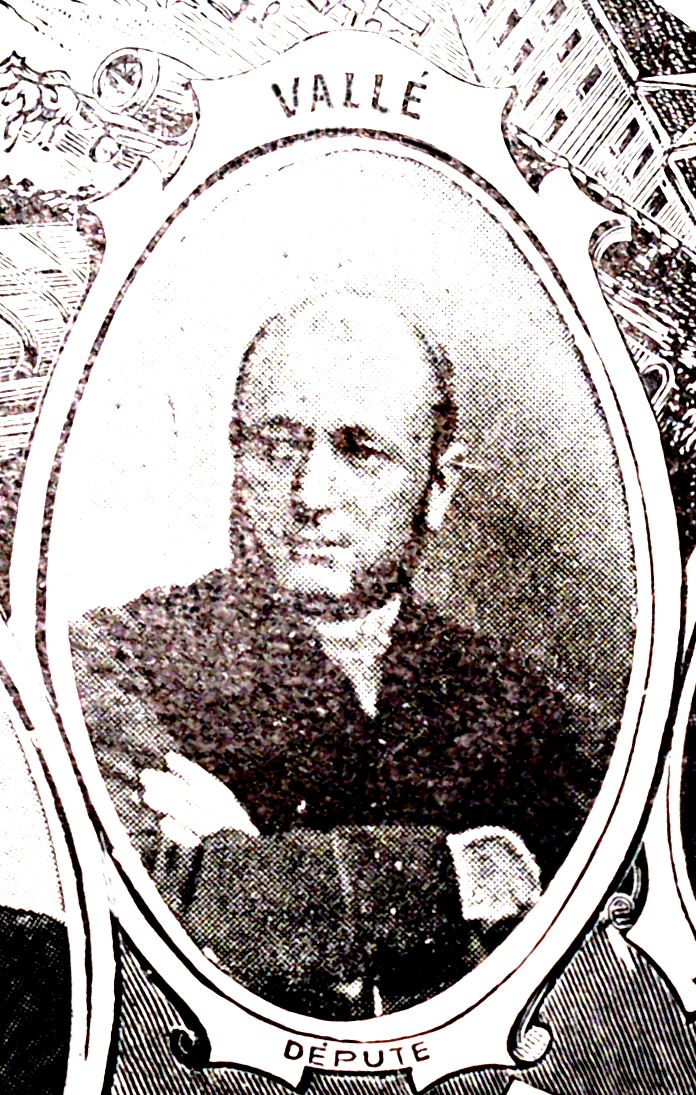
Vallé en 1896.

Il est député de la Marne du 22 septembre 1889 au 6 décembre 1898. Il est appelé en tant que sous-secrétaire d'État à l'Intérieur par Henri Brisson lors de la formation de son second cabinet. Mais celui-ci ne dure que 4 mois (du 5 juillet au 31 octobre) et Ernest Vallé retrouve le Parlement dès novembre 1898, cette fois comme sénateur.
Ernest Vallé est en effet élu sénateur de la Marne le 20 novembre 1898, réélu à deux reprises, le 7 janvier 1906 et le 11 janvier 1920. Ce troisième mandat s'achèvera à sa mort, survenue quelques jours plus tard, le 24 janvier.
Nommé président du Parti Radical en 1901, il occupe dans le ministère Combes le portefeuille de la Justice, du 7 juin 1902 au 18 janvier 1905. Le 27 novembre 1903, avec l'accord du Conseil des ministres, il saisit la commission de révision au sujet du Procès de Rennes, à la suite d'une requête d'Alfred Dreyfus la veille, relaçant alors les procédures judiciaires pour innocenter celui-ci.
À ce poste, il met sur pied les mesures contre les congrégations, qu'il discute âprement devant le Parlement, et prépare la séparation de l'Église et de l'État et les modalités de la loi qui sera votée à la fin de 1905, lui-même ayant quitté ses fonctions de ministre de la Justice dès le 19 janvier 1905.
Lors de la Guerre de 1870 il a servi comme Mobile de la Marne.
Le 7 octobre 1874 à Broquiers (Oise), Ernest Vallé contracta mariage avec Angelle Marie Pauline Bourdon, née le 21 septembre 1855 à Broquiers. À cette époque, Ernest Vallée est avocat et habite au numéro 7, rue du Pont-Louis-Philippe à Paris. Ce fut lui qui offrit à la commune de Broquiers la première statue de Marianne.

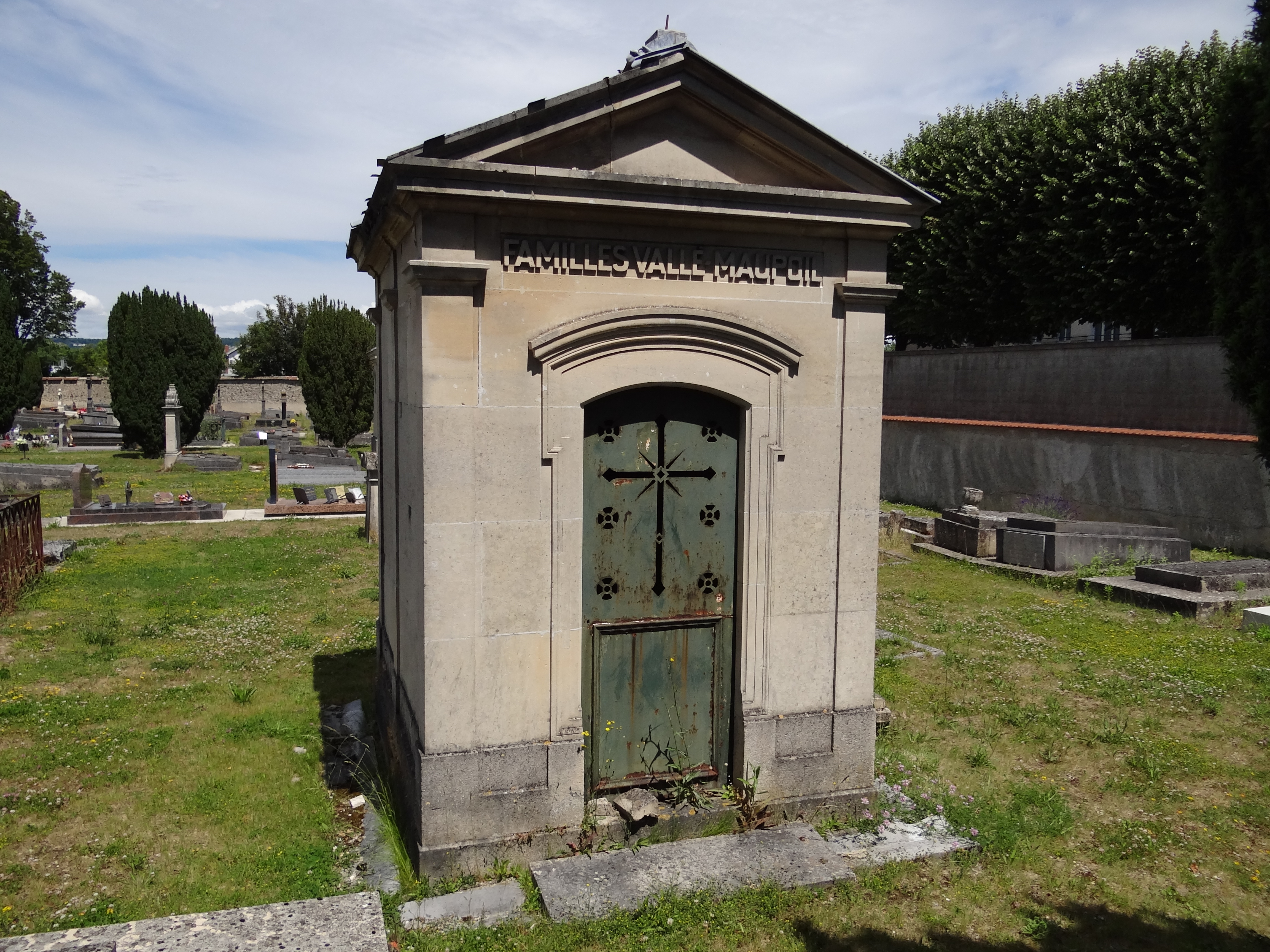
La chapelle funéraire de la famille Vallé au cimetière du nord d'Épernay (Marne).

## Œuvres
- Rapport de la commission d'enquête chargée de faire la lumière sur les allégations portées à la tribune à l'occasion des affaires de Panama, 1893
- Les dangers de la proportionnelle: discours prononcés au banquet d'union républicaine du lundi 20 décembre 1909 (Groupe parlementaire de défense républicaine contre la proportionnelle : Émile Combes, Ernest Vallé, Fernand-Jean-Baptiste Dubief, Léon Bourgeois), A. Gallot, 1909
- Préface de La participation aux bénéfices : étude historique, critique et documentaire d'André Payer, Librairie des sciences politiques et sociales, 1911